# Wąbrzeski
Wąbrzeski là một huyện thuộc tỉnh Kujawsko-Pomorskie của Ba Lan. Huyện có diện tích 502 km². Đến ngày 1 tháng 1 năm 2011, dân số của huyện là 34743 người và mật độ 69 người/km².